# Teen Mom
Teen Mom è un programma televisivo statunitense, che ha debuttato l'8 dicembre 2009 nell'emittente MTV.
Spin-off del programma 16 anni e incinta, racconta la maternità ed i primi anni da madre di quattro ragazze teenager: Maci Bookout, Farrah Abraham, Amber Portwood e Catelynn Lowell.

## Puntate
| Stagione         | Episodi | Prima TV originale | Prima TV Italia |
| ---------------- | ------- | ------------------ | --------------- |
| Prima stagione   | 9       | 2009 - 2010        | 2010            |
| Seconda stagione | 12      | 2010               | 2010            |
| Terza stagione   | 15      | 2011               | 2011            |
| Quarta stagione  | 18      | 2012               |                 |
| Quinta stagione  | 23      | 2015 - 2016        |                 |
| Sesta stagione   | 36      | 2016 - 2017        |                 |
| Settima stagione | 34      | 2017 - 2018        |                 |
| Ottava stagione  | 35      | 2019               |                 |